# فيكتوريو سيسلينكاس
فيكتوريو سيسلينكاس (بالإسبانية: Victorio Cieslinskas)‏ مواليد 27 أكتوبر 1922 في ليتوانيا - الوفاة 19 يونيو 2007، هو لاعب كرة سلة أوروغوياني من أصل ليتواني. مثّل منتخب بلاده. شارك في دورة الألعاب الأولمبية الصيفية سنة 1948 وسنة 1952.

## روابط خارجية
- فيكتوريو سيسلينكاس على موقع الاتحاد الدولي لكرة السلة (الإنجليزية)
- فيكتوريو سيسلينكاس على موقع سبورتس رفرنس (الإنجليزية)
- فيكتوريو سيسلينكاس على موقع أوليمبيديا (الإنجليزية)